# Elko (Caroline du Sud)
Pour les articles homonymes, voir Elko.
Elko est une ville du comté de Barnwell en Caroline du Sud.
Sa population est de 212 habitants en 2000, et de 193 habitants en 2010.

## Démographie
| 1880 | 1890 | 1900 | 1910 | 1920 | 1930 |
| ---- | ---- | ---- | ---- | ---- | ---- |
| 149  | 100  | 208  | 114  | 188  | 210  |

| 1940 | 1950 | 1960 | 1970 | 1980 | 1990 |
| ---- | ---- | ---- | ---- | ---- | ---- |
| 206  | 142  | 194  | 202  | 329  | 214  |

| 2000 | 2010 | - | - | - | - |
| ---- | ---- | - | - | - | - |
| 212  | 193  | - | - | - | - |